# ガキんちょ強
『ガキんちょ強』（ガキんちょつよし）は、松家幸治による日本の漫画作品。『週刊コミックバンチ』（新潮社）にて、2002年26号から2003年48号まで連載された。第一回世界漫画愛読者大賞準グランプリ受賞作品。

## 登場人物
田中強（たなか つよし）
火事で両親を亡くして親戚の家に居候している小学4年生。腕白で人の言う事を聞かない強引な性格だが、妹や親友のためであれば何を投げ出してでもしようとする。麻雀とパチンコが得意。父親が警官だったので警官を目指す。
田中悦子（たなか えつこ）
強の妹である小学2年生。兄とは正反対に控えめで大人しい。強を慕ってはいるが、その強すぎる愛情に困惑する事も多い。母親が看護師だったので看護師を目指す。
親戚のおじさん
強の父親の兄で、2人に同情し、引き取ってくれた。人がいい。
親戚のおばはん
強らを邪魔者扱いして、施設に入れようとしている。見るからに意地悪。連載終了間近で和解する。
金山秀一
おじさんとおばさんの子供で強のいとこ。なんとかして強らを追い出そうとしている。中学生。連載終了間近で和解する。
佐古（さこ）
強の親友。気が弱い。
リリコ
強の同級生。しっかり者で強は頭が上がらない。親の都合で転校したが、十何年ぶりに街で偶然あって後に結婚する。
上田
悦子の同級生のいじめっ子。金持ち。
毛玉黒
強と同学年だが、小学校で留年何度もしていて15歳。家族全員が出っ歯でたらこ唇で眉毛が太く乳輪がでかくて真っ黒。後に弟共々相撲取りとなり、兄弟横綱として名を馳せる。
宮本先生
強の担任。
とっとり兄弟
いかさま師の兄弟。強に麻雀で負けて堅気に戻るが、その後もいつも強に酷い目に遭わされる。後には強の紹介でラーメン屋に弟子入りする。鳥取県出身なのでとっとり兄弟と呼ばれている。